# Kura
Die 1364 km lange Kura (dt. auch Kur; georgisch მტკვარი Mtkwari, aserbaidschanisch Kür, türkisch Kura) ist der größte Fluss im Kaukasus.

## Name
In der Antike wurde der Fluss Kyros genannt. Der türkische Name Kura wurde zunächst auch von russischen, später von westeuropäischen Kartografen verwendet. Der russische Historiker und Linguist Diakonov leitete den Namen des Flusses Kura von Quirane ab, einem Land, das aus den Annalen des urartäischen Königs  Sarduri II. bekannt ist und das unweit von Iga in der Nachbarschaft des Çıldır-Sees lag. J. L. Parrot wiederum versuchte seine Namensversion Gur vom keltischen „Gur, Cur, Ur, Wr“ = Fluss abzuleiten; ihm folgte Eduard Stucken in seinem Gedicht Satinig, das die Schlacht zwischen Armenien und Iberien (= Georgien) am Kura-Ufer im 1. Jh. n. Chr. thematisiert.
Der georgische Name Mtkwari (მტკვარი) ist mit dem georgischen Wort Mtknari (მტკნარი) verwandt, was „Süßwasser“ bedeutet.

## Verlauf
Die Kura entspringt im Nordosten der Türkei in der Provinz Ardahan, etwa 50 km südlich der Stadt Ardahan. Sie fließt durch Georgien und Aserbaidschan, bis sie in das Kaspische Meer mündet. Der Oberlauf windet sich durch das Gebirge mit Richtung Nordosten. Etwa ab Gori ist die Hauptfließrichtung südostwärts und führt im Unterlauf durch die Kura-Aras-Niederung und weite Steppen. An der Mündung in das Kaspische Meer findet sich ein Delta. Ihre größten Zuflüsse sind neben dem Aras (früher Araxes) noch Großer Liachwi, Ksani, Aragwi, Chrami und Alasani.

## Nutzung
Die Kura wird für Stauseen und Wasserkraftwerke genutzt, beispielsweise den 605 km² großen Mingəçevir-Stausee; dort befindet sich ein Wasserkraftwerk mit einer Leistung von 359 Megawatt. Ab Mingəçevir in Aserbaidschan ist der Fluss auf insgesamt 480 km Länge zwar schiffbar, hat aber als Verkehrsweg für die Binnenschifffahrt heute keine Bedeutung mehr. Industrie- und kommunale Abwasserbetriebe verschmutzen den Fluss zum Teil schwer. Aus der georgischen Bergbauregion Marneuli werden nicht unbeträchtliche Mengen an Cobalt, Zinn, Nickel und Cadmium in die Kura eingeschwemmt.
2002 haben Armenien, Aserbaidschan und Georgien gemeinsam mit dem deutschen Umweltbundesamt ein Projekt zur länderübergreifenden Zusammenarbeit zur Störfallvorsorge im Kura-Einzugsgebiet gegründet. Eine Gewässerkatastrophe wie an der rumänischen Theiß im Jahr 2000 soll damit verhindert werden.